# Erwin Gegenbauer
Erwin Maximilian Gegenbauer (* 1961 in Wien) ist ein österreichischer Essig- und Bierbrauer, Kaffeeröster, Safthersteller, Ölmüller und bekannt als „Wiener Essigpapst“. Seine sortenreinen Balsam-, Wein- und Fruchtessige werden von zahlreichen internationalen Spitzenköchen verwendet. Dies trug zu einer zunehmenden Hochschätzung des früher eher gering geschätzten Würzmittels Essig bei. Gegenbauers Essige haben einen milden Geschmack und zeichnen sich durch eine feine Säure und Süße aus, die Aromen entstammen ausschließlich der jeweiligen Frucht.

## Leben und Werk
Die Familie Gegenbauer hält seit Anfang des vergangenen Jahrhunderts einen Stand am Wiener Naschmarkt. Sein Großvater Ignaz Gegenbauer war ein Sauerkräutler, er legte Sauerkraut ein und verkaufte dieses aus Fässern heraus auf Märkten. Nach dem Ersten Weltkrieg musste Ignaz Gegenbauer auf Grund von Lieferschwierigkeiten der Industrie den Essig selbst herstellen. Während der Zwischenkriegszeit wurde Sauerkraut zum vitaminreichsten Grundnahrungsmittel für die Wiener Arbeiterschaft und das Geschäft expandierte. 1929 gründete er einen Produktionsbetrieb im Arbeiterviertel Wien-Favoriten und erste Maschinen zum Abfüllen von Sauerkraut und Essiggurken wurden angeschafft.
Sein Vater Erwin I. Gegenbauer investierte in die Herstellung von Gemüsekonserven sowie sauer eingelegten Gurken und Paprika. Dazu ließ er mit Fabriken in Niederbayern und im kommunistischen Tschechien Gemüsekonserven produzieren, die er an Supermärkte lieferte. Gegenbauer senior gilt als Erfinder der heute noch beliebten Ölpfefferoni. Auf ihrem wirtschaftlichen Höhepunkt beschäftigte die Firma Gegenbauer etwa 650 Mitarbeiter.
Nach der Matura studierte Erwin M. Gegenbauer Wirtschaftswissenschaften. Es folgte ein Auslandsaufenthalt mit mehreren gastronomischen Tätigkeiten in Bodrum, Paris, London und New York, dann kehrte er 1987 nach Wien zurück und arbeitete in der Leitung seines väterlichen Betriebs mit. 1992 übergab ihm sein Vater das Unternehmen. Wegen des zunehmenden Preisdrucks durch die Handelskonzerne entschloss sich Erwin Gegenbauer, nicht mehr die Qualität seiner zuvor anerkannten Produkte zu senken und verkaufte die Fabriken.

### Essigmanufaktur

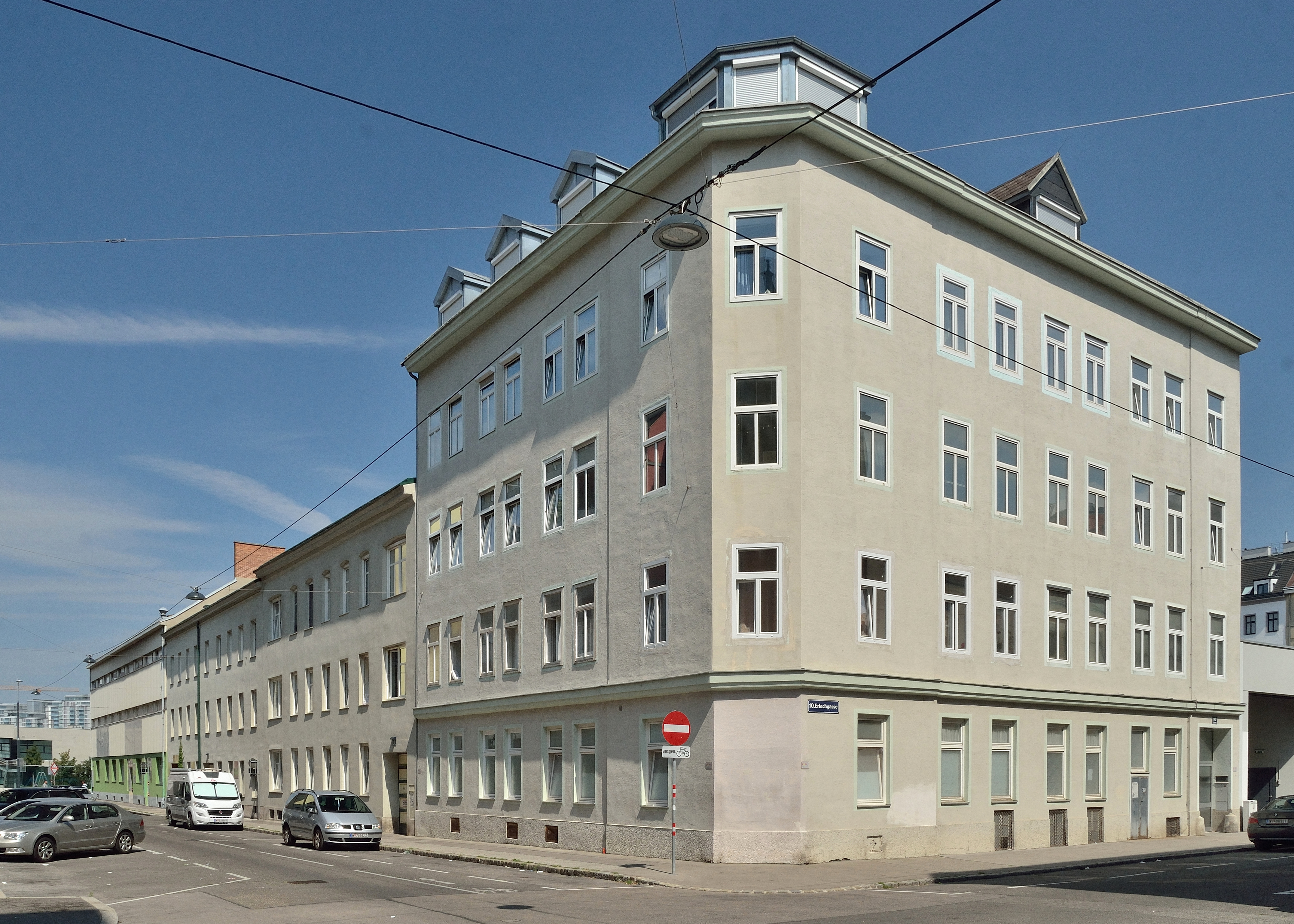
Essigmanufaktur Gegenbauer in Wien-Favoriten, 2. und 3. Gebäude

In der großelterlichen Manufaktur machte er sein Hobby der Essigherstellung zum Beruf, was traditionell als Essigbrauen bezeichnet wird. Ein gründliches Studium von Fachliteratur zur Essigherstellung in der Österreichischen Nationalbibliothek half ihm nicht weiter. Nach langwierigen und jahrelangen Versuchen gelang es ihm die Qualität herzustellen, die seinen Vorstellungen entsprach. Als entscheidendes Qualitätskriterium erwies sich die Selektion von natürlichen Essigbakterienkulturen, die nur in ganz bestimmter Dosierung dem Gärprozess hinzugefügt werden. Seine Produkte sind alle naturbelassen, sie werden weder pasteurisiert („also abgetötet“), noch filtriert und auch nicht verdünnt. Fruchtessige (Obst und Gemüse) werden von ihm doppelt vergoren, zunächst macht er aus den jeweiligen Früchten und Gemüse mit Eigenhefe Wein. Danach wird dieser Wein mit Hilfe von Essigsäurebakterien zu Fruchtessig vergoren. Fruchtessige reifen mindestens drei Jahre lang in Glasballons im Keller. Weinessige lässt er dagegen mindestens zwei Jahre und Balsamessige mindestens fünf Jahre in alten Eichen- oder Barriquefässern reifen, dazu lagern die Eichenfässer wie in Italien üblich auf dem Dach der Brauerei. Mitte 2019 gab Gegenbauer bekannt, die aufwendige Produktion von Balsamessigen einzustellen. In Anbetracht von zunehmend mehr „gepanschten sogenannten Balsamessige[n] aus billiger Grundware und minderwertigem Fruchtsaft“ verlor er das Interesse an seinen früheren Lieblingsessigen. „Wertvoller Essig muss lange reifen, aber das interessiert viele einfach nicht. Und das ist mir auf den Nerv gegangen.“
Seit 2013 produziert Gegenbauer sogenannte Hausessige mit dem letzten Buchenspanbildner Österreichs. Nach zehn Jahren Recherche fand er dasjenige Fass wieder, mit dem sein Großvater den Essig für seine Gurken herstellen ließ. In einem 12-Tonnen-Buchenfass stellt er nach dem Spanbildnerverfahren  Essige her, die etwas günstiger als andere Essige sind. Hier ist die Lagerungszeit wesentlich kürzer als beim Submersverfahren, das er bei seinen anderen Essigen anwendet. Eigens für diesen Hausessig lässt er zwei der ältesten Getreidesorten, Emmer und Einkorn, in unmittelbarer Nachbarschaft auf einem Feld im zehnten Bezirk anbauen.
In einem selbst entwickelten Fermenter kreierte er 2018 neue, süße Hausessige, die das Buchenspan- mit dem Submers-Verfahren kombinieren. Mit den Vorteilen beider Verfahren konnte er ein reineres Fruchtaroma und ein zugleich intensiveres Essigaroma gewinnen.
Gegenbauer hat heute acht Mitarbeiter, mit denen er ein Geschäft am Naschmarkt und die „kleinste professionelle Essigbrauerei der Welt“ betreibt. Er bietet über 60 Essigarten und etwa 25 Öle an (Stand: 2015). Zwei Drittel seiner Produkte gehen in den Export. Neben Feinkostläden gehören auch Sterneküchen zu seinen Kunden, darunter Restaurants von Alain Ducasse, Thomas Keller, Michael Hoffmann  und Christian Lohse.

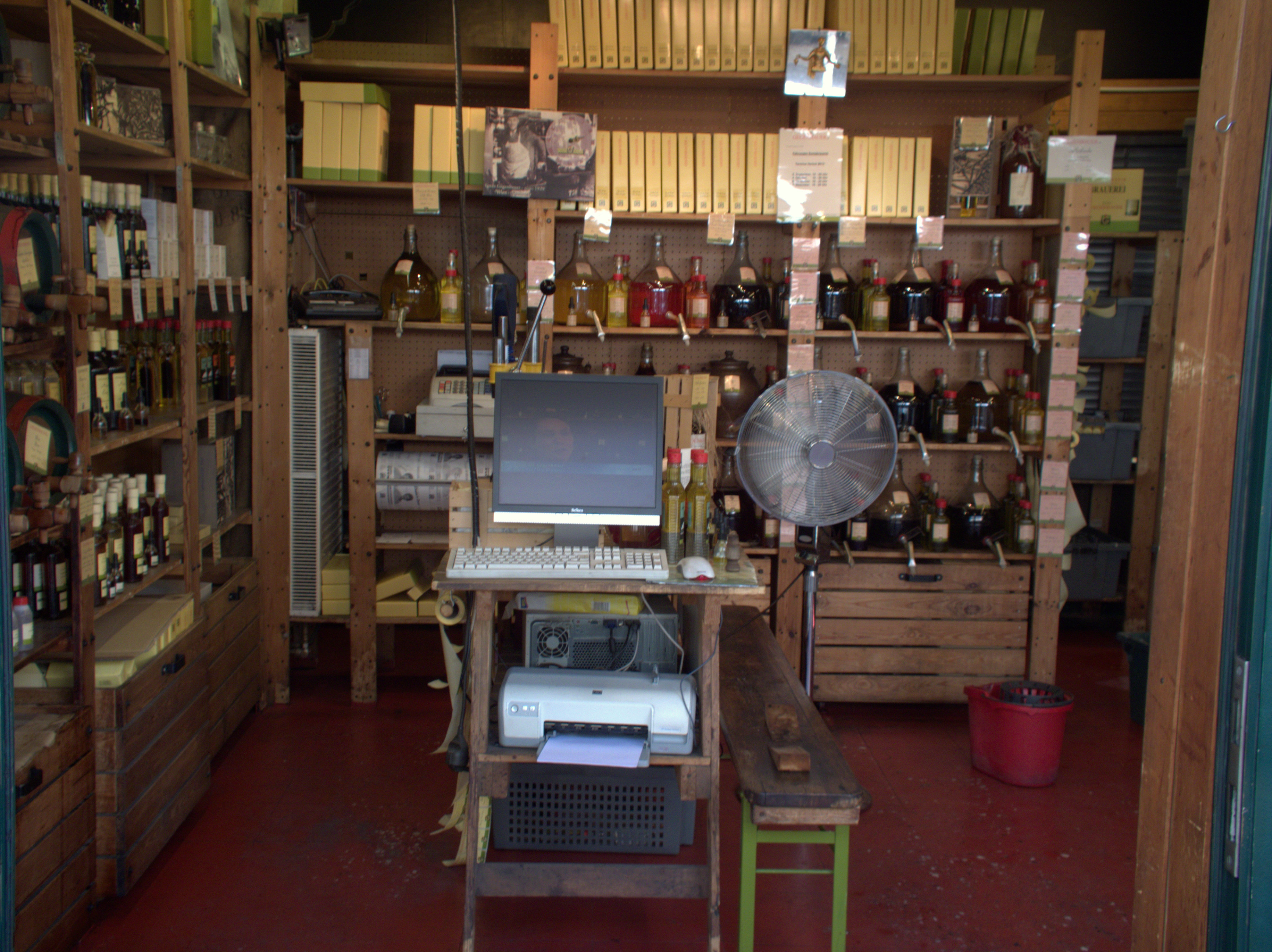
Geschäft von Gegenbauer auf dem Wiener Naschmarkt, 2012
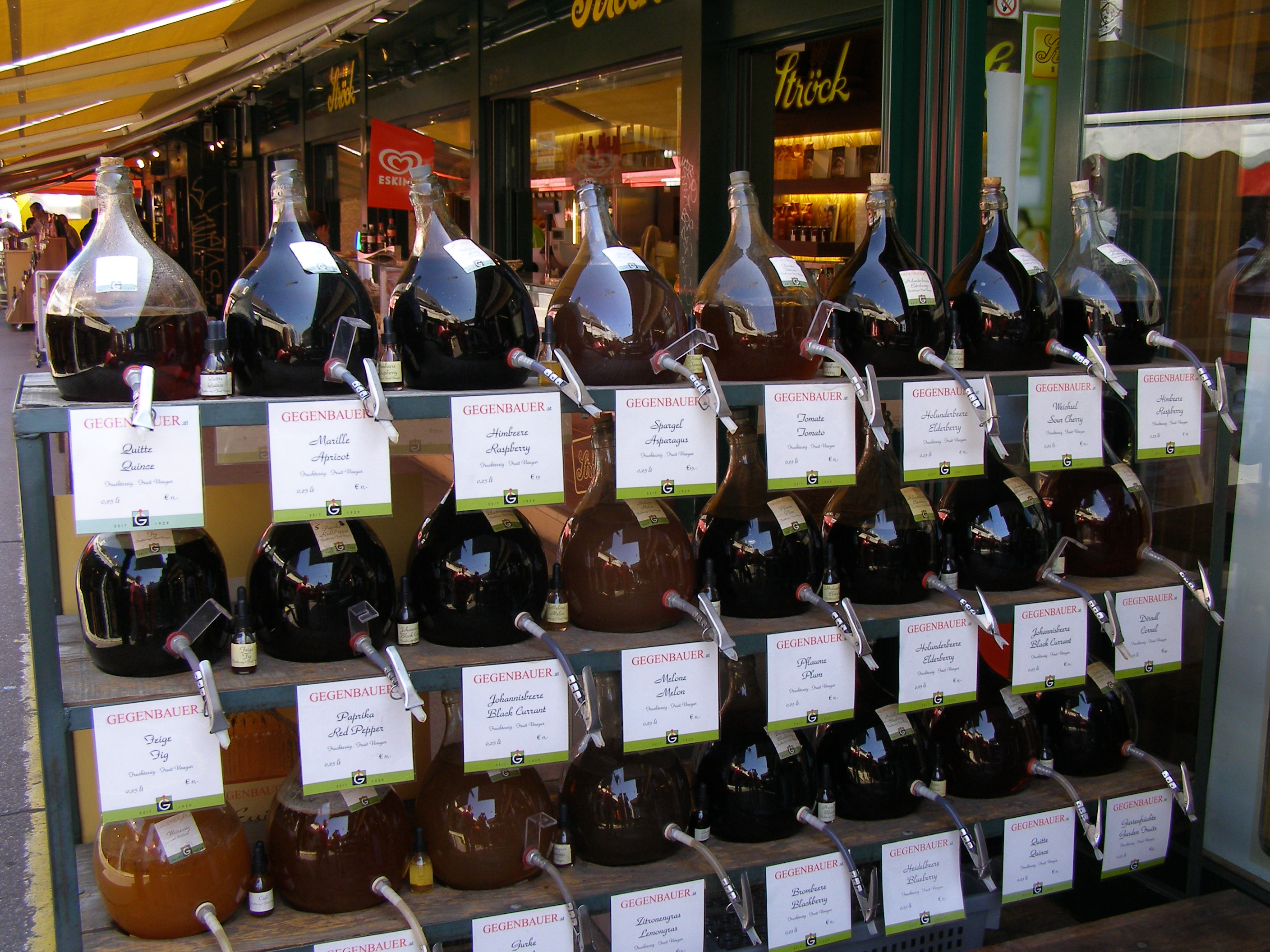
Fruchtessige in Glasballons von Gegenbauer am Wiener Naschmarkt
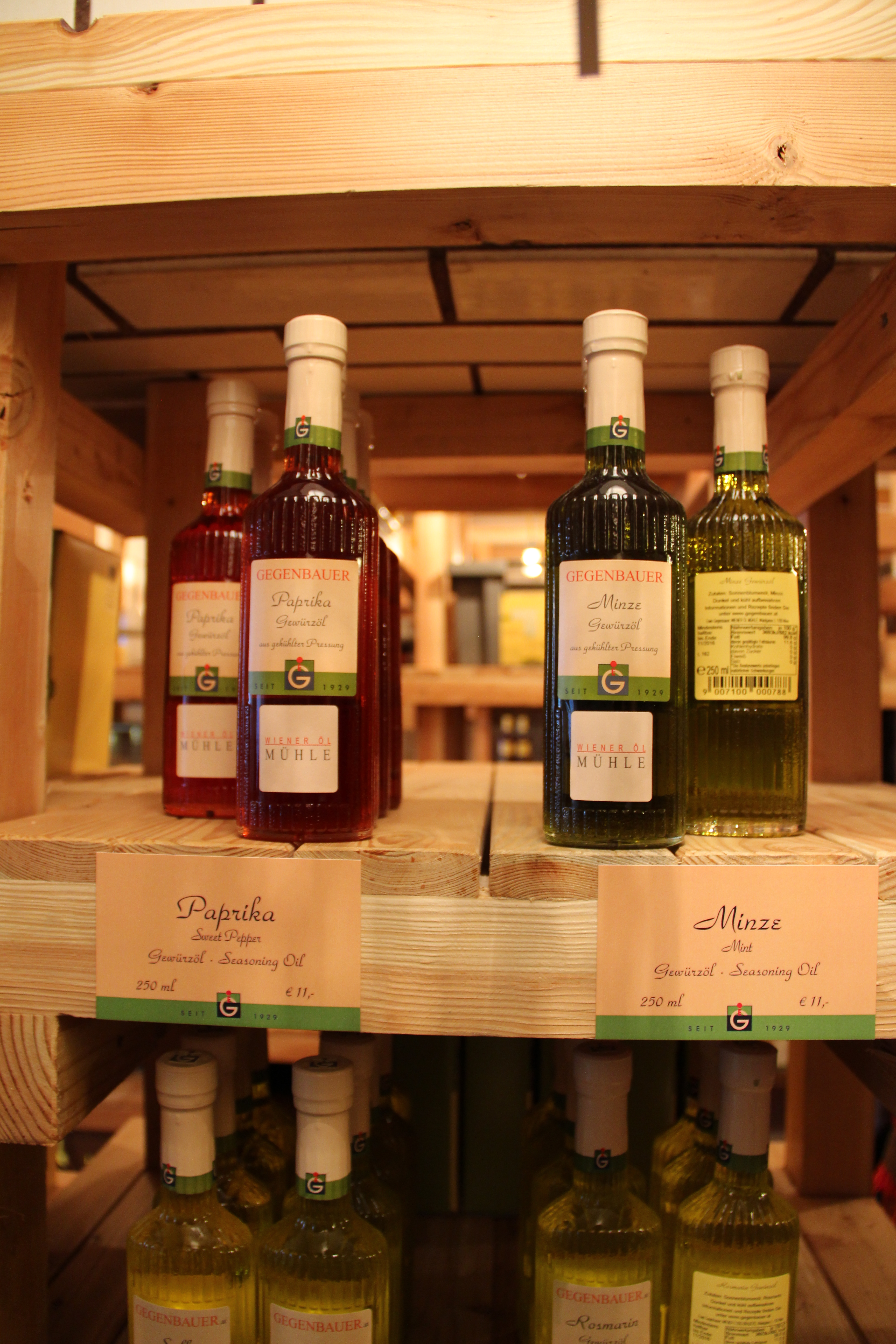
Gewürzöle
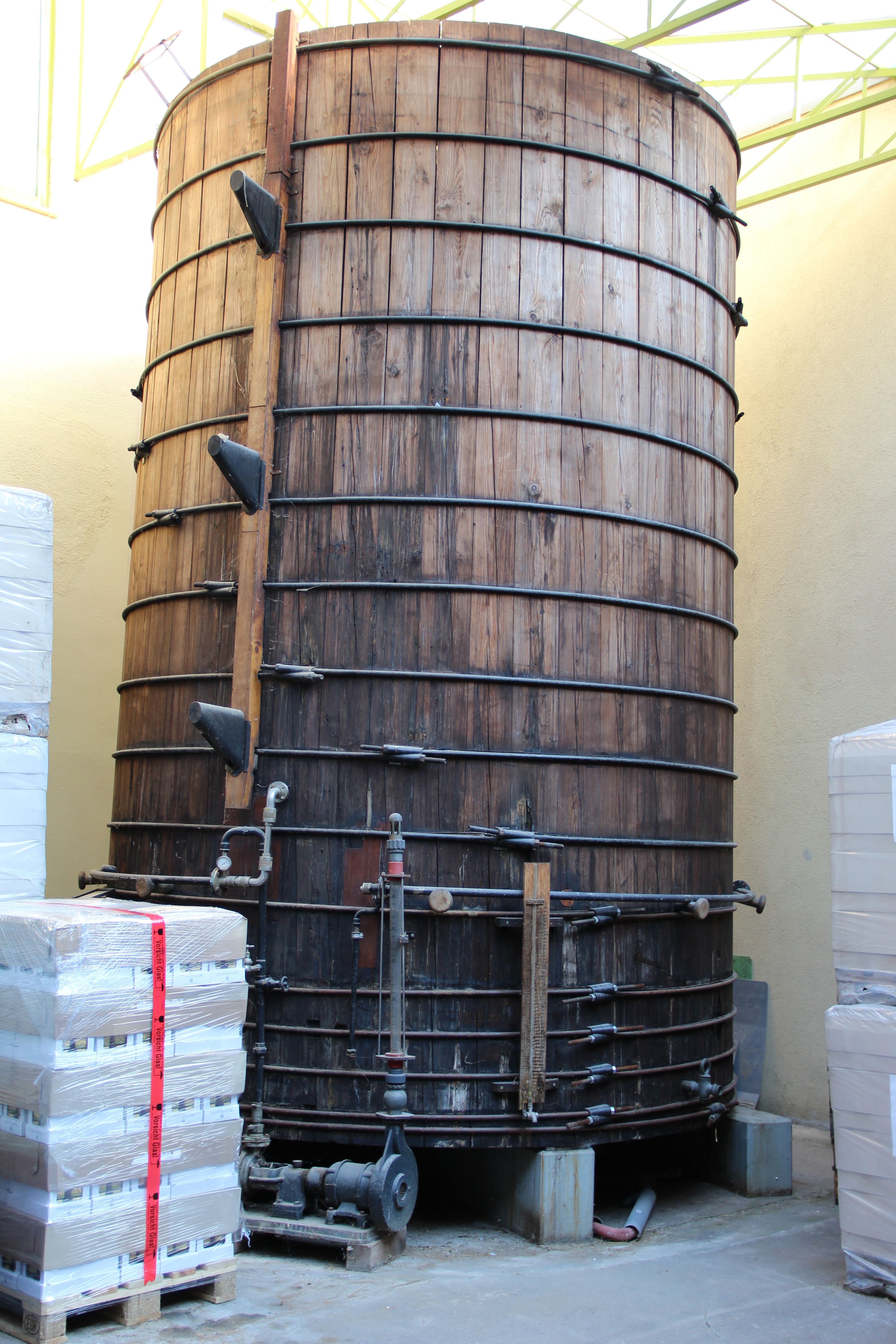
Buchenfass (12 to.) für das Spanbildnerverfahren

### Verschiedenes
Seit 2006 röstet Gegenbauer drei Sorten Kaffee aus kleinen Lagen, die er von einem Triester Importeur bezieht. Mit dem für ihn angebauten Emmer und Einkorn braut er seit Mai 2014 auch Biere in einem obergärigen Brauverfahren, die kräftig und geschmacksintensiv schmecken sollen.
Er führt zudem seit Ende 2014 eine Pension (Wiener Gäste Zimmer) und vermietet fünf Zimmer in einem materialbetonten und puristischen Stil, der bei mehreren Medien für Aufmerksamkeit sorgte. Die Wiener Architekten Heribert Wolfmayr und Josef Saller, die ihr Architekturbüro heri&salli nennen, haben 2021 erneut einen Auftrag für weitere fünf Gästezimmer ausgeführt, die sie diesmal mit Stroh auskleideten. Bereits 2018/19 entwarfen heri&salli den Verkaufspavillon am Naschmarkt nach dem gleichen Formkonzept mit luftigen Quadern aus Lärchenholz, versetzt gestapelt und mit Auskragungen versehen.

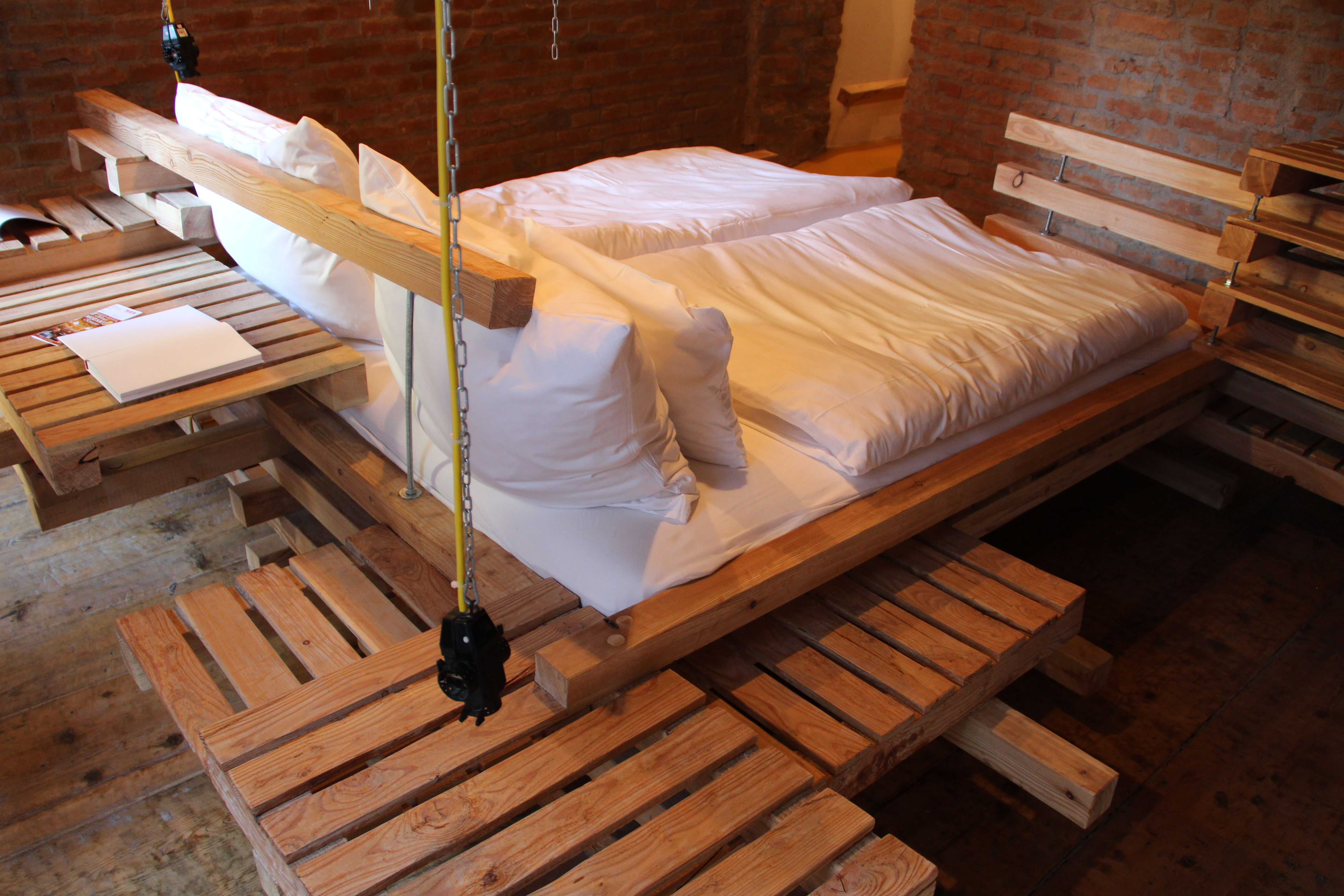
Gästezimmer in rustikalem, puristischen Stil
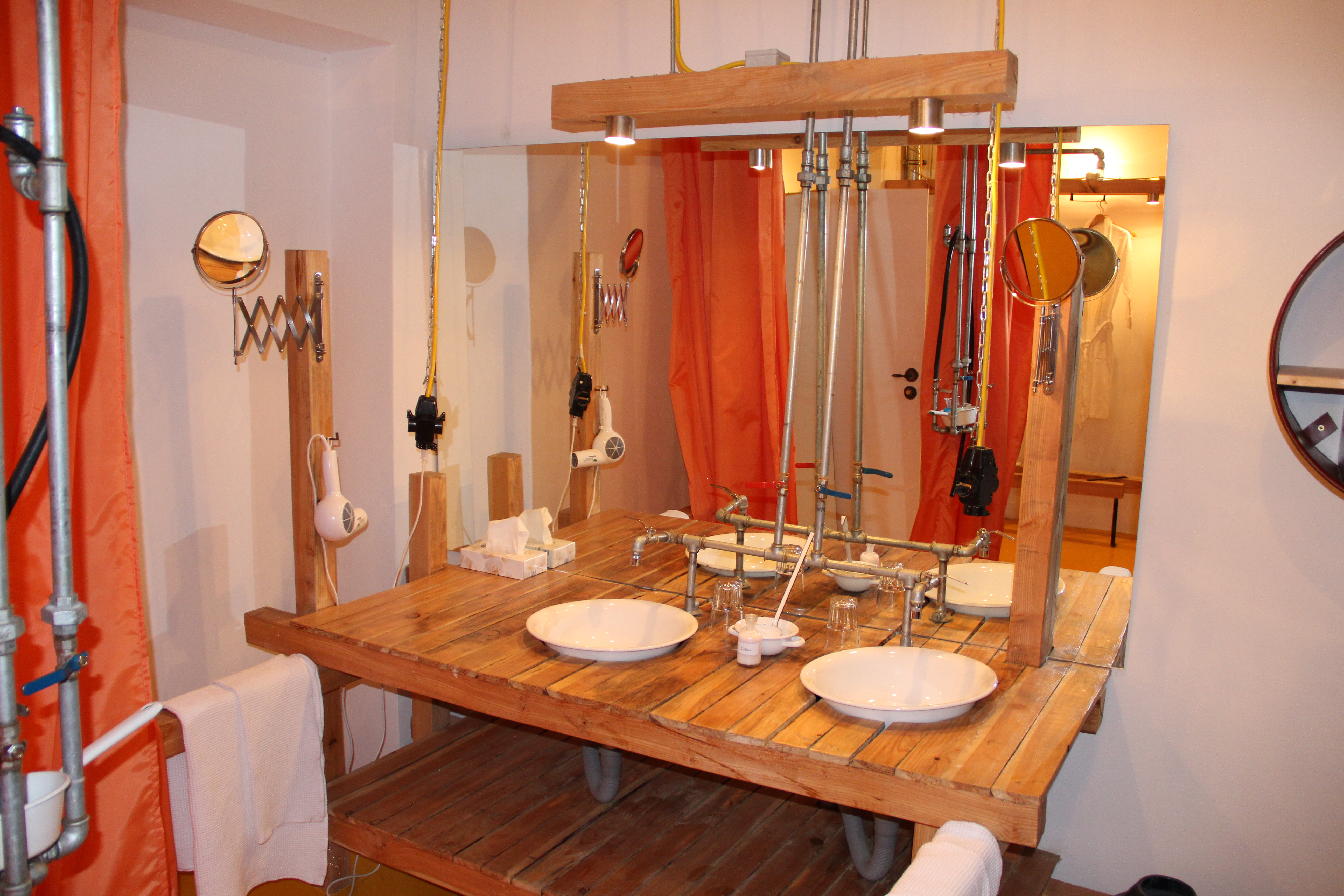
Badezimmer mit sichtbaren Leitungen

Den Trester der Früchte verfüttert er an seine Hühner, die er auf einer Terrasse hält und deren Eier den Gästen zum Frühstück serviert oder auch selbst geholt werden können. Vor den Einschränkungen durch die Covid-Pandemie bot er etwa einmal im Monat und auf Anfrage Führungen für kleine Gruppen durch seine Manufaktur an.
Erwin Gegenbauer ist mit Gattin Daniela verheiratet und hat zwei Kinder.

## Auszeichnungen
- 2005: Trophée Gourmet vom Magazin À la carte für das Himbeerkernöl [31]
- 2011: Innovationspreis der Anuga für das Apfelkernöl [31]
- 2011: Produzent des Jahres von der Frankfurter Allgemeinen Sonntagszeitung [32]
- 2014: Kulinarischer Botschafter vom Magazin Beste Österreichische Gastlichkeit [33]
- 2014: Essig-Award, Gewinner der Kategorie Weinessig vom Genuss.Magazin [34]

## Mitgliedschaft
- Slow Food [35], Förderer seit Juni 2014.[36]

## Filme
- Wiener Schmankerl 4. Süß – Sauer, Scharf und Bitter – Wiener Einmachekunst. Dokumentarfilm, Österreich, 2015, 24:50 Min., Buch: Nadeschda Schukoff, Regie: Alexander Schukoff, Produktion: Alexander-Schukoff-Film, ORF, 3sat, Reihe: Wiener Schmankerl, Erstsendung: 23. Dezember 2015 bei ORF III, Inhaltsangabe von 3sat, (Memento vom 26. Oktober 2016 im Webarchiv archive.today).
- Märkte – Im Bauch von Wien: Der Naschmarkt. Dokumentarfilm, Deutschland, 2012, 43 Min., Buch und Regie: Michael Seeber, Stefano Tealdi, Produktion: Stefilm, Golden Girls Filmproduktion, Laokoon, Media 3.14 S.L., ZDF, Reihe: Märkte, deutsche Erstsendung: 20. Februar 2013 bei arte, Inhaltsangabe von arte, (Memento vom 18. Februar 2013 im Internet Archive).
- Die kulinarischen Abenteuer der Sarah Wiener in Österreich. Die Wiener-Schwestern. Dokumentarfilm, Deutschland, Österreich, 2011, 42:30 Min., Buch und Regie: Florian Schewe, Produktion: zero one film, arte, ORF, Reihe: Die kulinarischen Abenteuer der Sarah Wiener in Österreich, Erstsendung: 5. Juni 2011 bei ORF 2, Inhaltsangabe von ORF 2, (Memento vom 26. Juni 2015 im Internet Archive)
- Wohl bekomm's! Kulinarische Ausflüge ... in Wien. Dokumentarfilm, Österreich, 2010, 24:50 Min., Buch: Linda Hörr-Peschl und Wolfgang Peschl, Regie: Wolfgang Peschl, Produktion: Laufbildgesellschaft mbH, ServusTV, Reihe: Wohl bekomm's! Kulinarische Ausflüge, Inhaltsangabe von ServusTV, (Memento vom 26. Juni 2015 im Internet Archive).